# 湖南省农业农村厅
湖南省农业农村厅是中华人民共和国湖南省人民政府管理湖南省农业与农村经济发展的组成部门。根据《中共湖南省委湖南省人民政府关于印发〈湖南省人民政府职能转变和机构改革方案的实施意见〉的通知》（湘发〔2014〕12号）和《中共湖南省委湖南省人民政府关于湖南省人民政府机构设置的通知》（湘发〔2014〕13号），湖南省农业厅、中共湖南省委农村工作部（省农办）的职责被整合，组建湖南省农业委员会，为湖南省人民政府组成部门，挂中共湖南省委农村工作办公室牌子。2018年，改置为湖南省农业农村厅。

## 历任厅长
- 袁延文（2018年10月－2023年3月）

## 机构设置

### 内设机构
- 办公室
- 综合调研处
- 法规处
- 发展计划处（省农业资源区划办公室）
- 新农村建设处
- 县域经济发展处
- 农村经营管理处
- 市场与经济信息处
- 科技教育处（省农业转基因生物安全管理办公室）
- 农村可再生能源处
- 粮油作物处
- 经济作物处
- 农垦处
- 农业产业化指导处
- 农产品加工处
- 农产品质量安全监管处
- 种子管理处
- 外经外事处
- 财务处
- 人事处
- 离退休人员管理服务处
- 机关党委
- 纪检（监察）机构

### 直属机构
- 湖南省畜牧水产局
- 湖南省农业机械化管理局[3]